# Blanca (Múrcia)
Blanca é um município da Espanha na província e comunidade autónoma de Múrcia. Tem 87,3 km² de área e em 2021 tinha 6 608 habitantes (densidade: 75,7 hab./km²).

## Demografia
| Variação demográfica do município entre 1991 e 1999 | Variação demográfica do município entre 1991 e 1999 | Variação demográfica do município entre 1991 e 1999 | Variação demográfica do município entre 1991 e 1999 |
| --------------------------------------------------- | --------------------------------------------------- | --------------------------------------------------- | --------------------------------------------------- |
| 1991                                                | 1996                                                | 2001                                                | 2004                                                |
| 5768                                                | 5690                                                | 5787                                                | 5977                                                |